# Little Boy

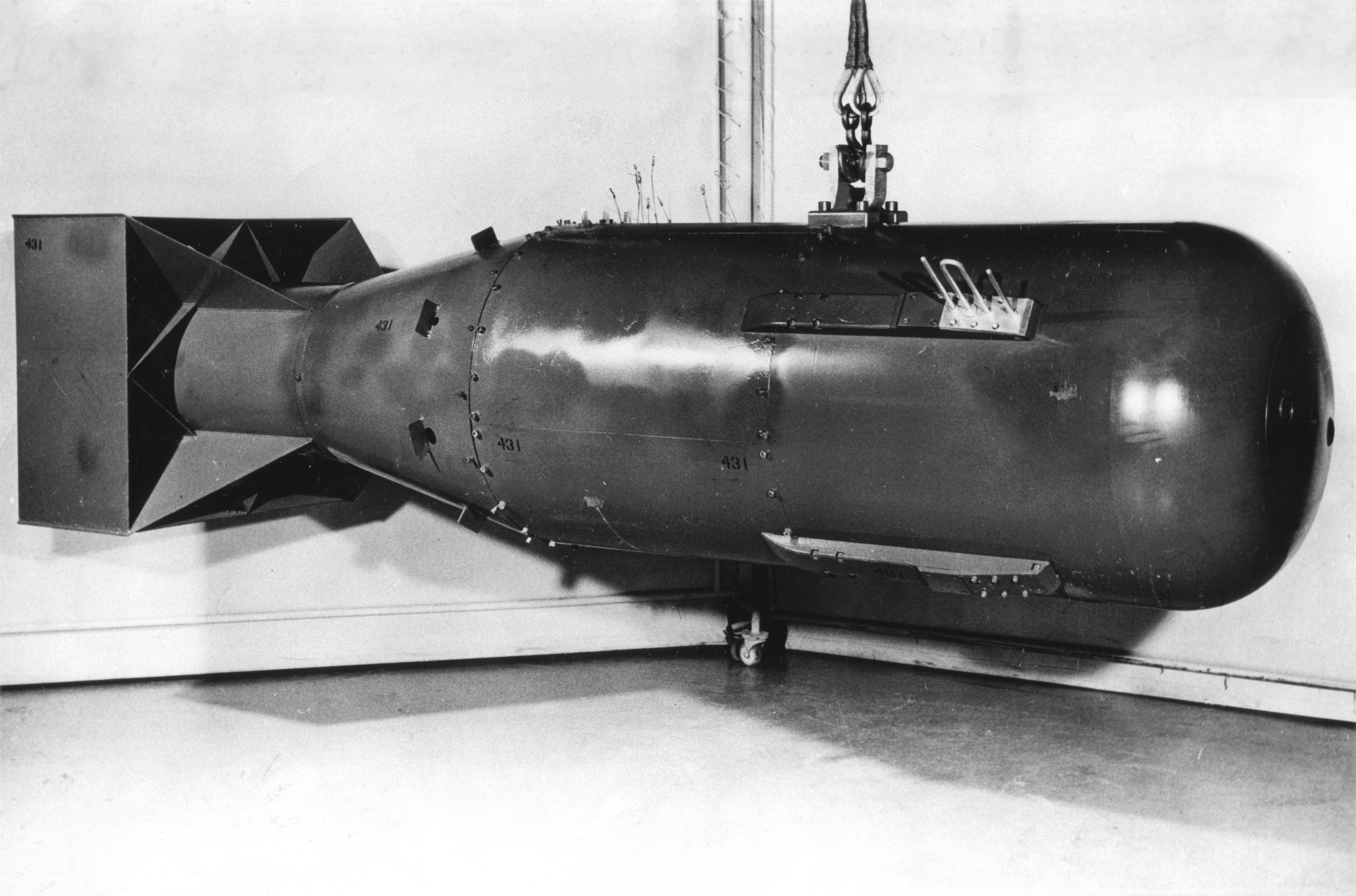
Atomová puma Little boy

Anglickým názvem Little Boy (v českém překladu „chlapeček“) byla pojmenována uranová jaderná puma, která byla 6. srpna 1945 svržena z amerického bombardéru B-29 Enola Gay na japonské přístavní město Hirošima. Puma byla vypuštěna v 8:15 hod. místního času z výšky 9 600 m a explodovala ve výšce 580 m nad městem. Výbuch uvolnil energii odpovídající explozi asi 15 tisíc tun TNT (cca 63 TJ). Bezprostředně po výbuchu zahynulo asi 70 000 obyvatel města, stejný počet lidí zemřel později na následky radioaktivního ozáření nebo zranění. Celkem zahynulo asi 140 000 obyvatel.
O tři dny později byla svržena další bomba Fat Man na město Nagasaki.

## Popis

Řez pumou s viditelnou hlavní. Když byl dutý uranový projektil nasměrován na cílovou oblast, nastala jaderná exploze.

Jaderná puma Little Boy byla založena na designu Thin Man, což byla plutoniová dělová puma (gun type – dále jen GT). Po tom, co se zjistilo, že Thin Man nebude fungovat kvůli vysoké hodnotě spontánního štěpení v plutoniu z reaktorů, přesunula se pozornost až do vyřešeni problému na podobnou pumu z vysoce obohaceného uranu, která nesla jméno Little Boy. Obohacený uran má o hodně nižší hodnotu spontánního štěpení a tudíž byla použitelná rychlost sestavení odpovídající vstřelení projektilu do cílové oblasti.
Design pum byl velmi konzervativní proto, aby fungovala pokud možno spolehlivě a bez problémů. Důležitou součástí této bomby byla hladkostěnná hlaveň o vnitřním průměru 6,5 palce (165 mm) a tloušťce stěny 2 palce (5,08 cm), která byla koncipována na maximální tlak 40 000 psi (2700 bar). V prosinci 1944 bylo několik těchto hlavní testováno střílením 90 kilogramových projektilů,[zdroj⁠?!] což mělo ověřit jejich pevnost. Pro snížení hmotnosti nebyla hlaveň a tudíž i zkušební hlavně konstruovány pro opakovanou střelbu (na rozdíl od konvenčního dělostřelectva). Hlaveň byla dlouhá 1,8 metru a vážila 450 kilogramů.
Mnohem těžší byla cílová oblast, která měla 2300 kg. Byla vyrobena z vysoce legované oceli a ústila v ní první hlaveň. Druhá hlaveň musela absorbovat plnou hybnost projektilu a zamezit rozložení cílové oblasti nárazem. V cílové oblasti byla dutina pro obal a odražeč neutronů z karbidu wolframu, která měla průměr 33 cm. Karbid wolframu je druhý nejlepší odražeč neutronů (hned po berylliu) a má vysokou hustotu (14,8 g/cm³ slisovaný), tedy je velmi dobrý obal jádra. Karbid wolframu byl použit místo přírodního uranu u Gadgeta nebo Fat Mana, protože přírodní uran má vysokou hodnotu spontánního štěpení, až moc pro pomalé sestavení u GT bomby.
Nejdůležitější částí této bomby bylo samozřejmě jádro z vysoce obohaceného uranu. Byl použit uran s průměrným obohacením asi 83,5 % U-235. Jeho hmotnost byla 64,15 kilogramu a byla rozdělena v poměru 60 % projektil a 40 % cílová oblast. Projektil měl průměr o něco menší než 16,5 cm a délku 17,8 centimetru. Byl sestaven z 9 kruhů.
Na cílový válec byl použit uran z posledního stupně obohacení s nejvyšším obohacením. Cílový válec měl průměr 10,2 cm a délku 17,8 cm a byl poskládán ze šesti kruhů. Uvnitř byla použita tyč o průměru 1 palec držící tyto kruhy u sebe. Projektil byl složen z již zmiňovaného uranu, odražeče neutronů z karbidu wolframu a ocelové části. Kompletní hmotnost projektilu byla 86 kilogramů. Kompletní bomba měla 71 cm v průměru, 3,00 metry na délku a vážila 4400 kilogramů. Na dně cílové oblasti byly umístěny neutronové iniciátory ABNER, které se aktivovaly nárazem projektilu. Iniciátor ABNER obsahoval méně polonia-210 a měl celkově jednodušší konstrukci. Bomba by explodovala i kdyby iniciátory selhaly, a to díky spontánnímu štěpení. Iniciátory tam byly pouze pro vyšší spolehlivost.
Účinek hirošimské bomby Little Boy byl předmětem dohadů. Pohybovaly se od 12,5 do 20 kilotun TNT, nejnovější studie ukazují asi 16 kilotun, předpovídaný účinek byl 13,4 kilotuny.
Pokud počítáme 20 kilotun z jednoho kilogramu uranu v pumě, rozštěpily se nejvýše 2 libry (0,91 kg) uranu.

## Technická data
- Délka pumy: 3,00 m
- Průměr: 0,71 m
- Hmotnost: 4400 kg
- Výbuch o ekvivalentu: 16 kt TNT